# Greenville (Iowa)
Pour les articles homonymes, voir Greenville.
Greenville est une ville du comté de Clay, situé en Iowa, États-Unis. La population était de 93 habitants lors du recensement de 2000.

## Géographie
Greenville est située à 43° 00′ 58″ N, 95° 08′ 44″ O.
Selon le bureau de recensement des États-Unis, la ville a une aire totale de 0,5 km², entièrement sur la terre.